# ハムレット (1996年の映画)
『ハムレット』（Hamlet）は、1996年に制作されたイギリス・アメリカ合作映画。ウィリアム・シェイクスピアの悲劇『ハムレット』を、豪華なキャストを揃え、ケネス・ブラナーの監督・主演で映画化した。時代を19世紀に変えているが、それ以外では比較的原作をなぞっており、上映時間が4時間を越える大作となった。

## キャスト
- ハムレット - ケネス・ブラナー
- オフィーリア - ケイト・ウィンスレット
- ポローニアス - リチャード・ブライアーズ
- ガートルード - ジュリー・クリスティ
- クローディアス - デレク・ジャコビ
- 亡霊（ハムレットの父） - ブライアン・ブレスド
- レアティーズ - マイケル・マロニー
- ホレイショー - ニコラス・ファレル
- フォーティンブラス（ノルウェー王子） - ルーファス・シーウェル
- ノルウェー王 - ジョン・ミルズ
- ローゼンクランツ - ティモシー・スポール
- ギルデンスターン - リース・ディンズデール
- レナルドー - ジェラール・ドパルデュー
- 墓掘り - ビリー・クリスタル、サイモン・ラッセル・ビール
- 英国使節 - リチャード・アッテンボロー
- オズリック - ロビン・ウィリアムズ
- プライアム - ジョン・ギールグッド
- ヘキュバ - ジュディ・デンチ
- 劇中劇の王妃 - ローズマリー・ハリス
- 劇中劇の王 - チャールトン・ヘストン
- マーセラス - ジャック・レモン
- バナードー - イアン・マッケルヒニー
- ヨーリック - ケン・ドッド

## 制作
エルシノア城の外側としてブレナム宮殿が使われた。
すべての台詞をそのまま使うなど原作に忠実ではあるが、ケネス・ブラナーが出演したロイヤル・シェイクスピア・カンパニー上演の舞台（エイドリアン・ノーブル脚本）がベースとして使われている。

## 参照
1. 1 2 3  “Hamlet (1996)”. Box Office Mojo. 2021年8月6日閲覧。
2. ↑  Crowl, Samuel "Flamboyant Realist: Kenneth Branagh" in Jackson, Russell The Cambridge Companion to Shakespeare on Film (Cambridge University Press, 2000)